# Junta de Seguridad en el Transporte
La Junta de Seguridad en el Transporte (JST) de la República Argentina es un organismo descentralizado en la órbita del Ministerio de Economía de la Nación, que investiga accidentes e incidentes en todos los modos de transporte, incluyendo los modos Automotor, Aeronáutico, Ferroviario y Marítimo, Fluvial y Lacustre, para luego emitir recomendaciones con el fin de contribuir a la mejora de la seguridad operacional.
La JST es un organismo independiente, cuya independencia está basada en la delimitación entre las funciones de regulación, prestación y control de los servicios de transporte.

## Historia
La Junta de Seguridad en el Transporte (JST) fue creada en 2019, cuando el Congreso de la Nación Argentina aprobó por unanimidad la Ley 27.514 que declara de interés público nacional y como objetivo de la República Argentina la política de seguridad en el transporte, cuyo fin es brindar movilidad garantizando la protección de las personas, de sus bienes y del ambiente en el territorio nacional. Se trata del primer organismo de investigación multimodal de Iberoamérica.
Mediante la resolución (RESOL-2020-98-APN-MTR) emitida el 21 de abril de 2020, la Junta de Investigación de Accidente de Aviación Civil (JIAAC) se transfirió a la nueva Junta de Seguridad en el Transporte (JST). Dicha transferencia fue establecida en el artículo 31 de la Ley 27.514, reglamentada a través del Decreto 532/2020, aprobado el 9 de junio de 2020.

## Organización
El organismo de investigación multimodal se encuentra presidido por el abogado Federico Suleta, que cuenta con una vasta experiencia en el sector del transporte. Asimismo, destaca por ser un profesional con perfil técnico que busca reforzar el trabajo en seguridad operacional que lleva adelante la JST, optimizar la administración del presupuesto y promover la profesionalización del organismo.

## Investigaciones de accidentes e incidentes
El organismo heredó la modalidad de trabajo que tenía la JIAAC: investigar a partir de un accidente. Sin embargo, tal como lo establece el Art. 26, la JST también investiga de manera preventiva para contribuir a que los accidentes no ocurran. Independientemente de las investigaciones que se realicen a partir de sucesos en el transporte, la Junta de Seguridad en el Transporte puede realizar estudios específicos, investigaciones y reportes especiales acerca de la seguridad en el transporte.
Todas las investigaciones que lleva adelante el organismo son de carácter técnica. Busca identificar posibles deficiencias y vulnerabilidades en el sistema de transporte sin señalar culpabilidades o responsabilidades penales, civiles ni administrativas. En el Art. 2° de la normativa se establece que las investigaciones deben garantizar transparencia. Mediante el acceso a la información pública, la JST garantiza el acceso público a todos sus informes. Durante el proceso de investigación, todos los avances son informados y los informes finales son de carácter público. Asimismo, una vez al año el presidente de la JST tiene la obligación de informar sus recomendaciones y hallazgos ante el Congreso y el presidente de la Nación.

### Equipos de investigación
Los equipos de investigación de la JST están compuestos por los siguientes profesionales:
• En la Dirección Nacional de Investigación de Sucesos Ferroviarios, el equipo está conformado por instructores técnicos del personal de conducción, ingenieros Industriales, técnicos en Tecnología Ferroviaria, analistas técnicos, técnicos universitarios en Administración y Gestión Ferroviaria, especialistas en Tecnología y Gestión del Transporte Ferroviario y licenciados en Gestión y Tecnología Ferroviaria.
• La Dirección Nacional de Investigación de Sucesos Automotores está conformada por accidentólogos, criminalistas, ingenieros mecánicos, abogados, profesionales graduados en Geografía, Ingeniería, Sociología y Psicología.
• La Dirección Nacional de Investigación de Sucesos Marítimos, Fluviales y Lacustres de la JST cuenta con marinos mercantes, Capitán de Ultramar, oficiales de ultramar, maquinista naval y un auxiliar de abordaje. Además, Licenciados en Transporte Marítimo, profesionales especializados en Derecho Marítimo, en Administración Naviera, y en Ingeniería Naval y Mecánica.
• La Dirección Nacional de Investigación de Sucesos Aeronáuticos heredó el equipo de la JIAAC, conformado por titulares de licencias aeronáuticas –tanto de vuelo como de tierra-, ingenieros y técnicos aeronáuticos, y analistas de sistemas con especialización en el Desarrollo de Procesos Organizacionales. También médicos, abogados con especialización aeronáutica y psicólogos con especialización en CRM/FFHH/GSO.

## Gestión
La JST se puso en pleno funcionamiento en marzo de 2020. Su primer año de gestión tuvo lugar durante la crisis provocada por la pandemia del COVID-19, en la que se logró consolidar el organismo dentro de la multimodalidad y conformar los equipos de investigación para cada modo de transporte.
En 2020, la JST impulsó la primera investigación de carácter multimodal para medir el impacto del COVID-19 en la seguridad operacional del transporte argentino, con el objetivo de conocer mejor cómo se gestionó la crisis en cada modo de transporte. El organismo trabaja en este proyecto en el marco de una red colaborativa nacional e internacional, junto a universidades, sindicatos, prestadores del servicio y organismos estatales del transporte, así como también compartiendo experiencias con las juntas de seguridad de Finlandia (Finnish Safety Investigation Authority) y de los Países Bajos (Dutch Safety Board).
A nivel internacional, la JST también trabajó junto con la Transport Safety Investigation Bureau (TSIB) de Singapur para determinar qué fue lo que sucedió en el accidente del buque "Strategic Equity" amarrado en el Puerto de Rosario, el 14 de agosto de 2020.
A nivel Nacional, la JST desarrolla a través de sus investigaciones productos de Seguridad Operacional con el propósito de contribuir a la seguridad en el transporte de manera eficaz. En 2020 se generaron 49 Recomendaciones de Seguridad Operacional y se inició el seguimiento de otras 238 que se encontraban abiertas desde 2015 a la fecha.
En 2020 se iniciaron 87 investigaciones producto de sucesos: 70 en el modo aeronáutico, 3 en el marítimo y fluvial, 5 en el ferroviario, 8 en el automotor y 1 en el multimodal. Se realizaron 17 estudios de Seguridad Operacional (4 en el modo marítimo y fluvial, 3 en el ferroviario, 8 en el automotor y 2 en el multimodal.

## Organismo federal
La JST cuenta con cinco representaciones regionales que nuclean a las oficinas existentes en cada una de las provincias de su región:
• Región Noroeste (Catamarca, Jujuy, La Rioja, Salta, Santiago del Estero, Tucumán)
• Región Noreste (Chaco, Corrientes, Formosa, Misiones)
• Región Cuyo (Mendoza, San Juan, San Luis)
• Región Centro (Buenos Aires, Córdoba, Entre Ríos, Santa Fe, CABA)
• Región Patagonia (Chubut, La Pampa, Neuquén, Río Negro, Santa Cruz, Tierra del Fuego, Antártida e Islas del Atlántico Sur).

## La JST a nivel internacional
La JST trabaja con los 11 organismos de investigación multimodal a nivel mundial para fortalecer las relaciones bilaterales y trabajar en conjunto en la mejora de la seguridad en el transporte.
Es el primer organismo de Latinoamérica en ser miembro pleno de la Asociación Internacional de Seguridad en el Transporte (ITSA). Además, por primera vez un investigador argentino fue designado para el cargo de Experto en Investigación de Accidentes en la Oficina Regional Sudamericana de la Organización de Aviación Civil Internacional (OACI).
La JST también preside el Mecanismo de Cooperación Regional AIG (ARCM) para América del Sur, creado en 2015 y del cual Argentina es miembro fundador. ARCM fue creado para ayudar a mejorar el proceso de investigación de accidentes en América del Sur a través de la cooperación y el intercambio de información. En 2024 Argentina fue elegida por tercera vez para su presidencia y estará a cargo del Comité Ejecutivo durante el período 2025-2027.
Políticas de género El organismo también creó en 2020 la Comisión de Género, Diversidad e Igualdad de Oportunidades para implementar políticas con perspectiva de género que contribuyan a mejorar la equidad en el sistema de transporte argentino. 